# 마산시

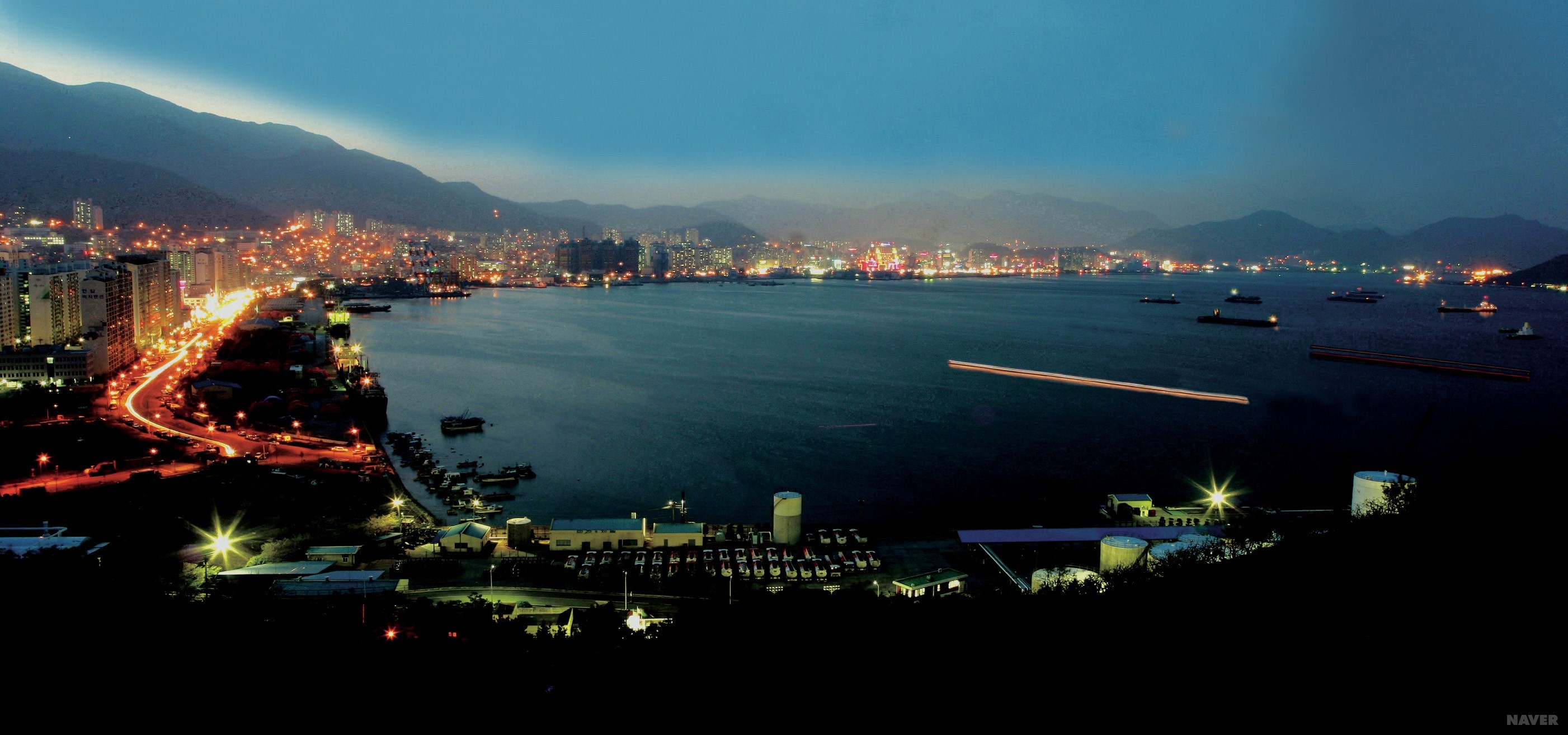
마산항의 공중 전망

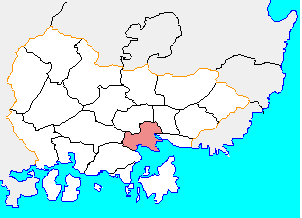
2010년 7월 1일 통합 이전의 마산시

마산시 시절에 사용된 깃발

마산시(馬山市)는 대한민국의 폐지된 행정 구역으로, 경상남도 중남부에 1910년부터 2010년 6월 30일까지 100년간 존재했던 시이다. 2010년 7월 1일에 인근에 위치한 창원시·진해시와 통합하여, 창원시 마산합포구와 마산회원구에 속하는 지역이다.
마산은 예로부터 합포로 불리던 중요한 항구였으며, 19세기 말부터 근대적인 항구로 개발되었다. 또한, 마산은 1960년대 3·15 마산 의거와 1970년대 부마민주항쟁으로 대표되는 민주화 운동의 발상지이자, 마산자유무역지역을 필두로 한 대한민국 경제부흥의 도화선이 된 도시로도 잘 알려져 있다. 특히 마산자유무역지역의 조성으로 그와 함께 인구가 급속도로 유입되어 대한민국 8대 도시 안에 들기도 했으며, 1990년에는 통계청 조사 인구가 50만 명을 돌파하였고, 회원구와 합포구를 신설하였다.
그러나, 인근의 계획도시인 창원시가 발전하면서 1990년대 초에 인구 유출이 가속화되어 1995년 1월 1일 도농통합 직전에는 인구가 35만명까지 줄어들었다. 마산시는 1990년대 후반부터 내서읍에 택지지구를 개발하는 등 인구 감소폭을 완화시켰으나, 인구가 40만명인 시에 구제를 유지하는 것은 비효율적이라는 지적이 잇따라 2000년 12월 31일에 구를 폐지하였다.
한편, 지리적으로 인접하고 생활권이 같은 데다가 과거에는 한 행정구역을 이루었던 창원시, 진해시와 통합하자는 움직임이 지역정치권에서 꾸준히 제기되어 왔으며, 2010년에 이명박 정부의 행정구역 통합 추진에 따라 2월 17일 통합시 명칭을 창원시로 확정하고, 7월 1일 통합 창원시가 출범하였다. 통합과 함께 마산시가 폐지되고 통합 창원시 마산회원구, 마산합포구로 분구되었으며, 기존의 마산시청사는 마산합포구의 청사로 사용되고 있다.

## 역사

마산부 휘장

- 1914년 4월 1일 : 마산부 중 도시 지역인 각국거류지와 외서면 일원을 마산부로 남기고, 이를 제외한 지역이 창원군으로 개편하였다.[4]

| 조선총독부령 제111호 |             | |
| 구 행정구역 | 신 행정구역 | 신 행정구역 |
| 마산부 외서면(外西面) 월영리 일부, 월영리 일부, 월영리 일부, 월영리 일부, 신월리 일부, 신월리 일부, 신월리 일부, 신월리 일부, 신월리 일부, 신월리 일부, 완월리 일부, 완월리 일부, 완월리 일부, 신월리 일부, 신월리 일부, 완월리 일부, 신월리 일부, 신월리 일부, 자산리, 서성리 일부/성호리 일부/성산리 일부, 서성리 일부, 서성리 일부/성호리 일부/성산리 일부, 서성리 일부, 동성리 일부/서성리 일부/중성리 일부, 성호리 일부/중성리 일부, 동성리 일부/성산리 일부, 동성리 일부/중성리 일부/오산리 일부, 동성리 일부/오산리 일부/상남리 일부, 상남리 일부, 성호리 일부, 교방리/회원리 일부, 신월리 일부/완월리 일부 | 마산부      | 금정, 영정, 고정, 월영리, 신월리, 선정, 궁정일정목, 궁정이정목, 통정일정목, 통정이정목, 통정삼정목, 통정사정목, 통정오정목, 도정일정목, 도정이정목, 도정삼정목, 중정, 주정, 자산리, 신정, 부정, 행정, 수정, 원정, 석정, 표정, 만정, 오동리, 상남리, 성호리, 교원리, 완월리 |
- 1942년 10월 1일 : 창원군 일부를 편입하였다.[5]

| 조선총독부령 제242호                                 |                                                               |
| 구 행정구역                                          | 신 행정구역                                                   |
| 창원군 창원면 봉암리                                 | 마산부 봉암리, 교방리, 회원리, 산호리, 석전리, 양덕리, 가포리 |
| 창원군 내서면 교방리, 회원리, 산호리, 석전리, 양덕리 | 마산부 봉암리, 교방리, 회원리, 산호리, 석전리, 양덕리, 가포리 |
| 창원군 구산면 가포리                                 | 마산부 봉암리, 교방리, 회원리, 산호리, 석전리, 양덕리, 가포리 |
- 1947년 7월 20일 일본식 정(町)명이 한국식 동명으로 개정되었다.

| 동의명칭변경에관한규정 | |
| 구 행정구역 (법정동) | 신 행정구역 |
| 마산부 경정(京町)1~3정목, 통정(通町)1~5정목, 빈정(濱町)1~3정목, 궁정(弓町)1·2정목, 도정(都町)1~3정목, 본정(本町)1~3정목, 풍정(豊町)1·2정목 | 마산부 두월동1~3가, 장군동1~5가, 창포동1~3가, 대성동1·2가, 중앙동1~3가, 월남동1~3가, 신포동1~2가                                                                                          |
| 마산부 대정(臺町), 파정(巴町), 녹정(綠町), 영정(英町), 서정(曙町), 금정(錦町), 앵정(櫻町), 유정(柳町), 고정(高町), 부정(富町), 석정(石町), 수정(壽町), 만정(萬町), 원정(元町), 영정(榮町), 욱정(旭町), 선정(扇町), 중정(仲町), 주정(湊町), 행정(幸町), 석정(石町), 표정(俵町), 신정(新町) | 마산부 대내동, 대외동, 유록동, 화영동, 청계동, 해운동, 문화동, 신창동, 대창동, 부림동, 창동, 수성동, 동성동, 남성동, 홍문동, 평화동, 반월동, 신흥동, 월포동, 서성동, 창동, 중성동, 추산동 |
- 1949년 8월 15일 : 마산부를 마산시로 개칭하였다.[6]
- 1958년 8월 15일 : 행정동 명칭과 구역을 확정하였다.[7]

23동 - 가포동, 월영동, 창포동, 월남동, 반월동, 완월동, 중앙동, 자산동, 서성동, 동성동, 중성동, 부림동, 추산동, 성호동, 교원동, 교방동, 오동동, 산호동, 석전동, 회원동, 상남동, 양덕동, 봉암동
- 1960년 3월 15일 : 부정선거에 항거하는 3·15 마산 의거가 일어났다.(4·19 혁명으로 이어짐)
- 1963년 4월 15일 : 가포동을 가포동과 가율동으로, 월영동을 월영동과 월포동으로, 회원동을 회원동과 회산동으로, 상남동을 상남동과 상원동으로, 산호동을 산호동과 합포동으로, 양덕동을 양덕동과 율림동으로, 봉암동을 봉암동과 봉덕동으로 분동하고, 중앙동을 장군동으로 개칭하였다.[8]
- 1970년 1월 1일 : 양덕동을 양덕1동으로, 율림동을 양덕2동으로, 월포동을 월영1동으로, 월영동을 월영2동으로, 회산동을 회원1동으로, 회원동을 회원2동으로, 상남동을 상남1동으로, 상원동을 상남2동으로, 장군동을 중앙동으로, 가포동을 가포1동으로, 가율동을 가포2동으로, 봉암동을 봉암1동으로, 봉덕동을 봉암2동으로, 합포동을 산호1동으로, 산호동을 산호2동으로 개칭하였다.[9]
- 1973년 7월 1일 : 창원군 일부를 편입하였다.[10]

| 대통령령 제6542호                            |                                                                                         |
| 구 행정구역                                  | 신 행정구역                                                                             |
| 창원군 창원면 일원                           | 마산시 의창1동, 의창2동, 상북동, 성주동, 용지동, 웅남1동, 웅남2동, 합성동, 회성동, 현동 |
| 창원군 상남면 일원                           | 마산시 의창1동, 의창2동, 상북동, 성주동, 용지동, 웅남1동, 웅남2동, 합성동, 회성동, 현동 |
| 창원군 웅남면 일원                           | 마산시 의창1동, 의창2동, 상북동, 성주동, 용지동, 웅남1동, 웅남2동, 합성동, 회성동, 현동 |
| 창원군 내서면 구암리, 합성리, 회성리, 두척리 | 마산시 의창1동, 의창2동, 상북동, 성주동, 용지동, 웅남1동, 웅남2동, 합성동, 회성동, 현동 |
| 창원군 구산면 예곡리, 우산리, 현동리, 덕동리 | 마산시 의창1동, 의창2동, 상북동, 성주동, 용지동, 웅남1동, 웅남2동, 합성동, 회성동, 현동 |
- 1976년 9월 1일 : 경상남도 직할 창원출장소를 설치하였고[11], 의창1동을 의창동으로, 의창2동을 팔룡동으로 개칭하였다.
- 1979년 5월 1일 : 합성동을 합성1동과 합성2동으로, 양덕1동을 양덕1동과 양덕3동으로 분동하였다.[12]
- 1979년 10월 19일 : 부마민주항쟁이 일어났다.(유신 체제 종식의 결정적 원인이 됨)
- 1980년 4월 1일 : 마산시 창원출장소 및 의창동을 관할로 창원시가 분리되었다.[13]

| 법률 제3188호                                                           | |
| 구 행정구역                                                             | 신 행정구역 |
| 마산시 의창동, 팔룡동, 상북동, 용지동, 웅남1동, 웅남2동, 성주동, 삼귀동 | 창원시 의안동, 동정동, 소계동, 팔룡동, 두대동, 내동, 상북동, 봉림동, 반송동, 용지동, 토월동, 외동, 가음정동, 남산동, 성주동, 웅남동, 양곡동, 삼귀동 |
- 1981년 2월 15일 : 합성1동을 합성동으로, 합성2동을 구암동으로 개칭하였다.[14]
- 1982년 9월 1일 : 합성동을 합성1동과 합성2동으로 분동하였다.[15]
- 1983년 2월 15일 : 창원시 소계동 일부를 편입하였다.[16]
- 1983년 10월 1일 : 석전동을 석전1동과 석전2동으로 분동하였다.[17]
- 1985년 10월 21일 : 구암동을 구암1동과 구암2동으로 분동하였다.[18]
- 1989년 5월 10일 : 합포출장소(남부)와 회원출장소(북부)를 설치하였다.[19]
- 1990년 7월 1일 : 구제가 실시되어 합포출장소가 합포구로, 회원출장소가 회원구로 승격하였다.[20]

| 마산시조례 제1590호 | |
| 구 행정구역 | 신 행정구역 |
| 마산시 가포동, 현동, 월영1동, 월영2동, 창포동, 월남동, 반월동, 완월동, 중앙동, 자산동, 서성동, 동성동, 중성동, 부림동, 추산동, 성호동, 교원동, 교방동, 오동동, 산호1동, 산호2동, 상남1동, 상남2동, 회원1동, 회원2동, 석전1동, 석전2동, 양덕1동, 양덕2동, 양덕3동, 합성1동, 합성2동, 구암1동, 구암2동, 봉암동 | 마산시 합포구 가포동, 현동, 월영1동, 월영2동, 창포동, 월남동, 반월동, 완월동, 중앙동, 자산동, 서성동, 동성동, 중성동, 부림동, 추산동, 성호동, 교원동, 교방동, 오동동, 산호1동, 산호2동, 상남1동, 상남2동 |
| 마산시 가포동, 현동, 월영1동, 월영2동, 창포동, 월남동, 반월동, 완월동, 중앙동, 자산동, 서성동, 동성동, 중성동, 부림동, 추산동, 성호동, 교원동, 교방동, 오동동, 산호1동, 산호2동, 상남1동, 상남2동, 회원1동, 회원2동, 석전1동, 석전2동, 양덕1동, 양덕2동, 양덕3동, 합성1동, 합성2동, 구암1동, 구암2동, 봉암동 | 마산시 회원구 회원1동, 회원2동, 석전1동, 석전2동, 양덕1동, 양덕2동, 양덕3동, 합성1동, 합성2동, 구암1동, 구암2동, 봉암동                                                                                  |
- 1995년 1월 1일 : 창원군 일부를 편입하여 도농복합시 형태로 개편되었다.[21]

| 법률 제4774호                                 |                                              |
| 구 행정구역                                   | 신 행정구역                                  |
| 창원군 구산면, 진동면, 진북면, 진전면, 내서면 | 마산시 합포구 구산면, 진동면, 진북면, 진전면 |
| 창원군 구산면, 진동면, 진북면, 진전면, 내서면 | 마산시 회원구 내서면                         |
- 1995년 3월 1일 : 내서면이 내서읍으로 승격하였다.[22]
- 1997년 5월 12일 : 월영1동 및 창포동과 월남동을 문화동으로, 부림동 및 동성동과 서성동을 동서동으로, 추산동과 성호동을 성호동으로, 상남1동과 교원동을 노산동으로, 상남2동과 산호2동을 합포동으로, 중성동과 오동동을 오동동으로, 양덕2동과 양덕3동을 양덕2동으로 합동하였고, 월영2동을 월영동으로, 산호1동을 산호동으로 개칭하였다.[23]
- 2000년 12월 31일 : 합포구와 회원구를 폐지하였다.

| 마산시조례 제1590호 | |
| 구 행정구역 | 신 행정구역 |
| 마산시 합포구 구산면, 진동면, 진북면, 진전면, 가포동, 현동, 월영동, 문화동, 반월동, 완월동, 중앙동, 자산동, 동서동, 성호동, 교방동, 오동동, 노산동, 산호동, 합포동 | 마산시 내서읍, 구산면, 진동면, 진북면, 진전면, 가포동, 현동, 월영동, 문화동, 반월동, 완월동, 중앙동, 자산동, 동서동, 성호동, 교방동, 오동동, 노산동, 산호동, 합포동, 회원1동, 회원2동, 석전1동, 석전2동, 양덕1동, 양덕2동, 합성1동, 합성2동, 구암1동, 구암2동, 봉암동 |
| 마산시 회원구 내서읍, 회원1동, 회원2동, 석전1동, 석전2동, 양덕1동, 양덕2동, 합성1동, 합성2동, 구암1동, 구암2동, 봉암동                                             | 마산시 내서읍, 구산면, 진동면, 진북면, 진전면, 가포동, 현동, 월영동, 문화동, 반월동, 완월동, 중앙동, 자산동, 동서동, 성호동, 교방동, 오동동, 노산동, 산호동, 합포동, 회원1동, 회원2동, 석전1동, 석전2동, 양덕1동, 양덕2동, 합성1동, 합성2동, 구암1동, 구암2동, 봉암동 |
- 2006년 12월 21일 : 내서읍 감천에서 현동을 연결하는 쌀재터널이 개통되었다.
- 2008년 7월 1일 : 마산시 가포동과 창원시 귀산동을 연결하는 마창대교가 개통되었다.
- 2010년 7월 1일 : 창원시, 진해시와 통합하면서 마산시가 폐지되고 창원시로 통합되어 창원시 마산회원구와 마산합포구로 분구되었다.

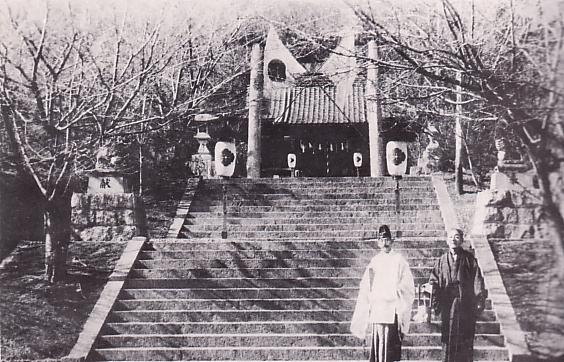
일제강점기의 마산신사
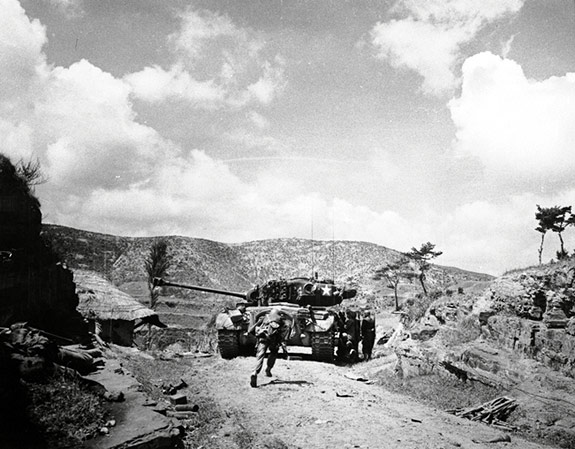
한국 전쟁 당시의 서마산 일대

## 명칭 유래
마산이라는 명칭은 이미 세종실록에 마산창(馬山倉)이나 동국여지승람에 마산포(馬山浦)라는 언급이 있는 것으로 미루어 적어도 고려시대부터 쓰이기 시작한 것으로 보인다. 마산이란 명칭의 유래에 관하여는 조창 관련설, 오산(午山, 용마산) 관련설 등이 주장되고 있다.
- 고려시대 조창 관련설 : 고려 성종 때에 전국 12곳에 조창을 설치하였는데, 석두창이 마산에 설치되었다. 두척이란 쌀을 재는 말(한말, 두말 …)인 ‘斗’와 자를 뜻하는 ‘尺’의 합성어로 '쌀을 재는 자'(말통)을 뜻하는데, 이를 한자로 표기하는 과정에서 뜻은 다르지만 소리가 같은 '말 마(馬)'로 옮긴 것이 마산으로 표기되었다는 것으로, 두척산(무학산의 원래 이름), 두척마을, 마재고개 등의 지명이 유력한 근거로 제시되고 있다.
- 용마산 관련설 : 용마산(龍馬山)을 오산(午山)이라 부르다가 마산(馬山)으로 부르면서 비롯되었다는 설이 있다.

### 별칭
마산은 19세기 개항한 이래 일제강점기인 1910년대에 도시지역이 창원군과 분리되어 부(府. 1949년 8월 15일 '부'를 '시'로 명칭 변경)로 설정될 정도로 주변 지역에 비해 일찍 도심이 형성되었다. 마산은 일찍이 항구지역, 공업지역, 상업지역, 주거지역 등으로 발전하면서 구역별로 각각 다른 별칭이 붙은 것이 특징인데, 주로 시민들에게서 통용되는 별칭은 다음과 같다. 주로 역이나 교통시설물(나들목 등)에서 유래 한 것이 대부분이며, 오히려 그 반대로 현지에서 사용되는 별칭이 시설물에 반영되는 경우도 있다. 읍면 지역이 마산시로 편입 된 것은 1995년으로 불과 15년정도 밖에 되지 않았기 때문에 이 지역은 읍면 명칭 그대로 불리고 있다(예: 내서, 진동 등).
- 서마산: 주로 회성동과 석전동 일대를 가리키며, 이 지역에 서마산 나들목이 위치하고 있다.
- 동마산: 주로 합성동과 구암동 일대를 가리키며, 양덕동이 포함되기도 한다. 이 지역에 동마산 나들목과 KT 동마산지사가 위치하고 있다.
- 북마산: 교원역(북마산역)에서 유래하였으며, 1973년 창원군 일부지역 편입으로 인해 현재 지리상으로는 북쪽은 아니다. 현재는 인근의 회산다리 시장 인근을 가리키며, 교원역이라는 역명이 유래한 교방동과 회원동이 여기에 포함된다.
- 구마산: 과거 마산의 도심을 이루었던 지역을 뜻하는 명칭이며, 구마산역이 위치했던 지역을 뜻하기도 한다. 성호동과 노산동, 산호동, 합포동이 여기에 들어간다.
- 신마산: 정확히는 1960년대까지 기존의 해상지역을 매립 한 지역을 뜻하지만, 넓은 의미로는 자산동과 동서동 이남 도심 지역을 통틀어서 칭하는 별칭이기도 하다. 옛 마산시청(현 마산합포구청)이 이 지역에 위치한다.
- 공단지역: 과거에는 한일합섬 공장이 있었던 양덕동과 수출자유지역(자유무역지역)이 있는 봉암동을 가리켰지만, 한일합섬 공장 철수 이후 현재는 봉암동만이 여기에 해당하고 있다.

## 지리
경상남도 남부 해안지대에 위치하고 있는 항만도시였다. 현재의 창원시 마산합포구, 마산회원구에 해당하는 지역이다. 동쪽으로는 창원시 의창구와 접하며, 마산만과 면한다. 서쪽으로는 진주시, 고성군, 북쪽으로는 함안군에 접하고, 남쪽으로는 진해만에 면한다. 시내와 마산만이 접해있으며, 마산만 한 가운데에는 해상유원지인 돝섬이 자리잡고 있다.

### 기후
1985년 기상청(당시 중앙기상대) 마산측후소가 개설되어 유인 기상관측이 이루어지고 있다. 기상관측소는 1996년 마산기상대로 승격하였다. 마산의 1월 평균기온은 영상 2.8℃, 8월 평균기온은 26.6℃, 연평균 기온은 14.8℃, 연평균 강수량은 1503.7mm로 기온이 높고 강수량도 많은 편이다. 겨울철에는 대체로 온화하고 맑은 날이 많으며, 눈도 적지만 기압골에 의한 강설현상이 나타나면 가끔 큰 눈이 내릴 때가 있다.

## 행정 구역
통합 직전의 행정 구역

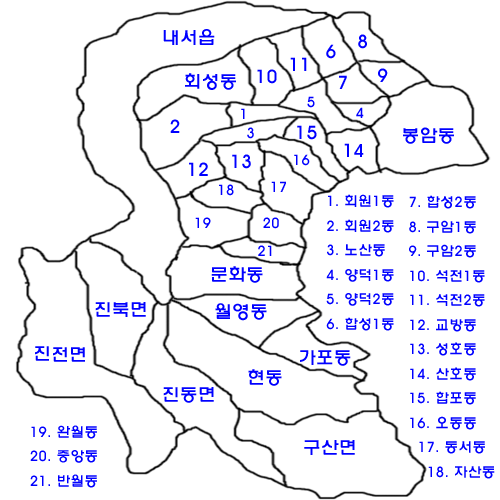
마산시의 행정구역 (2001.1~2010.6.30)

통합 직전인 2010년 6월 30일까지의 마산시의 하위 행정구역은 다음과 같았다. 2001년 1월 1일 일반구 폐지 이후로는 행정구역 변경이 한 차례도 없었다.
| 읍·면·행정동    | 법정동·리 |
| --------------- | --- |
| 내서읍(內西邑)  | 감천리,삼계리,상곡리,신감리,안성리,용담리,원계리,중리,평성리,호계리                                                    |
| 구산면(龜山面)  | 구복리,난포리,내포리,마전리,반동리,석곡리,수정리,심리,옥계리,유산리                                                    |
| 진동면(鎭東面)  | 고현리,교동리,다구리,동전리,사동리,신기리,요장리,인곡리,진동리,태봉리                                                  |
| 진북면(鎭北面)  | 금산리,대티리,대평리,덕곡리,망곡리,부산리,부평리,신촌리,영학리,예곡리,이목리,인곡리,정현리,지산리,추곡리               |
| 진전면(鎭田面)  | 고사리,곡안리,근곡리,금암리,동산리,봉곡리,봉암리,시락리,양촌리,여양리,오서리,율티리,이명리,일암리,임곡리,창포리,평암리 |
| 가포동(架浦洞)  | 가포동 |
| 교방동(校坊洞)  | 교방동 |
| 구암1동(龜岩洞) | 구암동 |
| 구암2동         | 구암동 |
| 노산동(鷺山洞)  | 교원동(일부),상남동(일부)                                                                                              |
| 동서동(東西洞)  | 남성동,동성동,부림동,서성동,수성동,신포동,창동                                                                         |
| 문화동(文化洞)  | 대외동,대창동,두월동,문화동,신창동,유록동,월남동,창포동,청계동,평화동,홍문동,화영동                                    |
| 반월동(半月洞)  | 대성동1가,신월동,월포동,장군동1가,중앙동1가                                                                            |
| 봉암동(鳳岩洞)  | 봉암동 |
| 산호동(山湖洞)  | 산호동(일부) |
| 석전1동(石田洞) | 석전동 |
| 석전2동         | 석전동 |
| 성호동(城湖洞)  | 성호동,추산동 |
| 양덕1동(陽德洞) | 양덕동 |
| 양덕2동         | 양덕동 |
| 오동동(午東洞)  | 오동동 |
| 완월동(琓月洞)  | 완월동,장군동4가,장군동5가                                                                                             |
| 월영동(月影洞)  | 대내동,월영동,해운동                                                                                                   |
| 자산동(玆山洞)  | 자산동 |
| 중앙동(中央洞)  | 대성동2가,신흥동,장군동2가,장군동3가,중앙동2가,중앙동3가                                                               |
| 합성1동(合城洞) | 합성동 |
| 합성2동         | 합성동 |
| 합포동(合浦洞)  | 교원동(일부),산호동(일부)                                                                                              |
| 현동(顯洞)      | 덕동동,예곡동,우산동,현동                                                                                              |
| 회성동(檜城洞)  | 회성동,두척동 |
| 회원1동(檜原洞) | 회원동 |
| 회원2동         | 회원동 |

## 같이 보기
- 창원시
- 마산합포구
- 마산회원구
- 마산시장 선거